# Estação Pedro Mir
A Estação Pedro Mir é uma das estações do Metrô de Santo Domingo, situada em Santo Domingo, entre a Estação Ulises Francisco Espaillat e a Estação Freddy Beras Goico. Administrada pela Oficina para el Reordenamiento del Transporte (OPRET), faz parte da Linha 2.
Foi inaugurada em 1º de abril de 2013. Localiza-se no cruzamento da Rodovia John F. Kennedy com a Avenida Abraham Lincoln.